# D̈
La D con diéresis (Mayúscula: D̈ minúscula: d̈), es un grafema utilizado como letra latina adicional en la escritura polaca según la ortografía inicial de Stanisław Zaborowski en el siglo XIX. Se forma a partir de la letra D diacrítico con diéresis superpuesta.

## Codificación
La D con diéresis puede ser representado por los siguientes caracteres en Unicode:
| Forma     | Representación | Puntos de código | Descripción                           |
| --------- | -------------- | ---------------- | ------------------------------------- |
| Mayúscula | D̈              | U+0044 U+0308    | Letra mayúscula latina d con diéresis |
| minúscula | d̈              | U+0064 U+0308    | Letra minúscula latina d con diéresis |